# Kułtuk (wiatr)
Kułtuk (ros. култуk) – wiatr na Jeziorze Bajkalskim wiejący na południowym krańcu Bajkału wzdłuż jeziora. Przynosi ze sobą burzowa pogodę i deszcz. Najsilniejsze wiatry tego typu występują na jesieni. Z wiatrem związane są mgły na szczytach Chamar-Dabanu (ros. Хамар-Дабан). Nazwa związana jest z miejscowością Kułtuk po południowej stronie jeziora.